# Sierra Club
Sierra Club es una de las organizaciones ambientales más antiguas, más grande y de mayor influencia en los Estados Unidos. Fue fundada el 28 de mayo de 1892, en San Francisco, California, por el conservacionista John Muir, quien se convirtió en su primer presidente.
Tradicionalmente asociado con el movimiento progresista, el club fue una de las primeras organizaciones de conservación del medio ambiente a gran escala en el mundo, y promover políticas verdes. Algunas propuestas recientes del club incluyen la energía verde y la prevención del cambio climático, aunque  la preservación de los bosques y mitigar la contaminación siguen siendo algunas políticas prioritarias.

## Presidentes
- 1892–1914 John Muir[1]
- 1915–1917 Joseph N. LeConte
- 1922–1924 Clair S. Tappaan
- 1927–1928 Aurelia Harwood[2]
- 1933–1935 Francis P. Farquhar
- 1936–1937 Ernest Dawson
- 1946–1948 Bestor Robinson
- 1948–1949 Francis P. Farquhar
- 1961–1964 Edgar Wayburn
- 1966–1967 George Marshall
- 1967–1969 Edgar Wayburn
- 1969–1971 Phillip Berry
- 1984–1986 Michele Perrault
- 1991–1992 Phillip Berry
- 1993–1994 Michele Perrault
- 1994–1996 Robbie Cox
- 1996–1998 Adam Werbach
- 1998–2000 Chuck McGrady[3]
- 2000–2001 Robbie Cox
- 2001–2003 Jennifer Ferenstein[3]
- 2003–2005 Larry Fahn
- 2005–2007 Lisa Renstrom[3]
- 2007–2008 Robbie Cox
- 2008–2010 Allison Chin[4]
- 2010–2012 Robin Mann[3]
- 2012–2013 Allison Chin
- 2013–     Dave Scott[5]

## Directores ejecutivos
- 1952–1969 David R. Brower[6]
- 1969–1985 J. Michael McCloskey
- 1985–1986 Douglas Wheeler
- 1987–1992 Michael L. Fischer
- 1992–2010 Carl Pope
- 2010–     Michael Brune

## Directores
- Ansel Adams, 1934–1971
- Leland Curtis 1943–1946
- George Davidson 1894 – 1910
- Glen Dawson
- Michael K. Dorsey
- Jim Dougherty[7]
- William O. Douglas
- Anne H. Ehrlich
- Jules Eichorn
- Dave Foreman
- David Starr Jordan
- Doug La Follette
- Joseph LeConte, 1892–1898
- Richard M. Leonard
- Martin Litton
- Norman Livermore
- Alexander George McAdie
- Duncan McDuffie
- Eliot Porter
- William E. Siri
- Wallace Stegner
- Paul Watson, 2003–2006
- Bernie Zaleha, 2003–2009